# Albanie au Concours Eurovision de la chanson 2008
L'Albanie a participé au Concours Eurovision de la chanson 2008. 
C'est la chanteuse Olta Boka qui a représenté l'Albanie à Moscou avec la chanson "Zemrën e lamë peng" (Nous avons joué de nos cœurs).

## Sélection
| #  | Interprète(s)                   | Chanson                            | Points | Place |
| -- | ------------------------------- | ---------------------------------- | ------ | ----- |
| 1  | Samanta Karavello               | "Pse u harrua dashuria"            | 23     | 7     |
| 2  | Produkt 28                      | "30 sekonda"                       | 3      | 15    |
| 3  | Eneda Tarifa                    | "E para letër"                     | 11     | 10    |
| 4  | Mariza Ikonomi                  | "Mall i tretur"                    | 20     | 9     |
| 5  | Mira Konçi & Redon Makashi      | "Nën një qiell"                    | 35     | 5     |
| 6  | Flaka Krelani & Doruntina Disha | "Jeta kërkon dashuri"              | 57     | 2     |
| 7  | Manjola Nallbani                | "Kjo botë merr frymë nga dashuria" | 27     | 6     |
| 8  | Kthjellu                        | "Dhoma"                            | 9      | 11    |
| 9  | Kozma Dushi                     | "Tatuazh në kujtesë"               | 1      | 16    |
| 10 | Devis Xherahu                   | "Endacaku"                         | 0      | 17    |
| 11 | Teuta Kurti                     | "Qyteti i dashurisë"               | 5      | 14    |
| 12 | Greta Koçi                      | "Natën të kërkova"                 | 22     | 8     |
| 13 | Juliana Pasha                   | "Qielli i ri"                      | 54     | 3     |
| 14 | Agim Poshka                     | "Kujt t'i them të dua"             | 8      | 12    |
| 15 | Jonida Maliqi                   | "S'ka fajtor në dashuri"           | 36     | 4     |
| 16 | Olta Boka                       | "Zemrën e lamë peng"               | 67     | 1     |
| 17 | Rosela Gjylbegu                 | "Po lind një yll"                  | 8      | 12    |